# Ochoterenaea colombiana
Ochoterenaea colombiana là một loài thực vật có hoa trong họ Đào lộn hột. Loài này được F.A.Barkley mô tả khoa học đầu tiên năm 1942.